# کم‌گوشت‌خوار

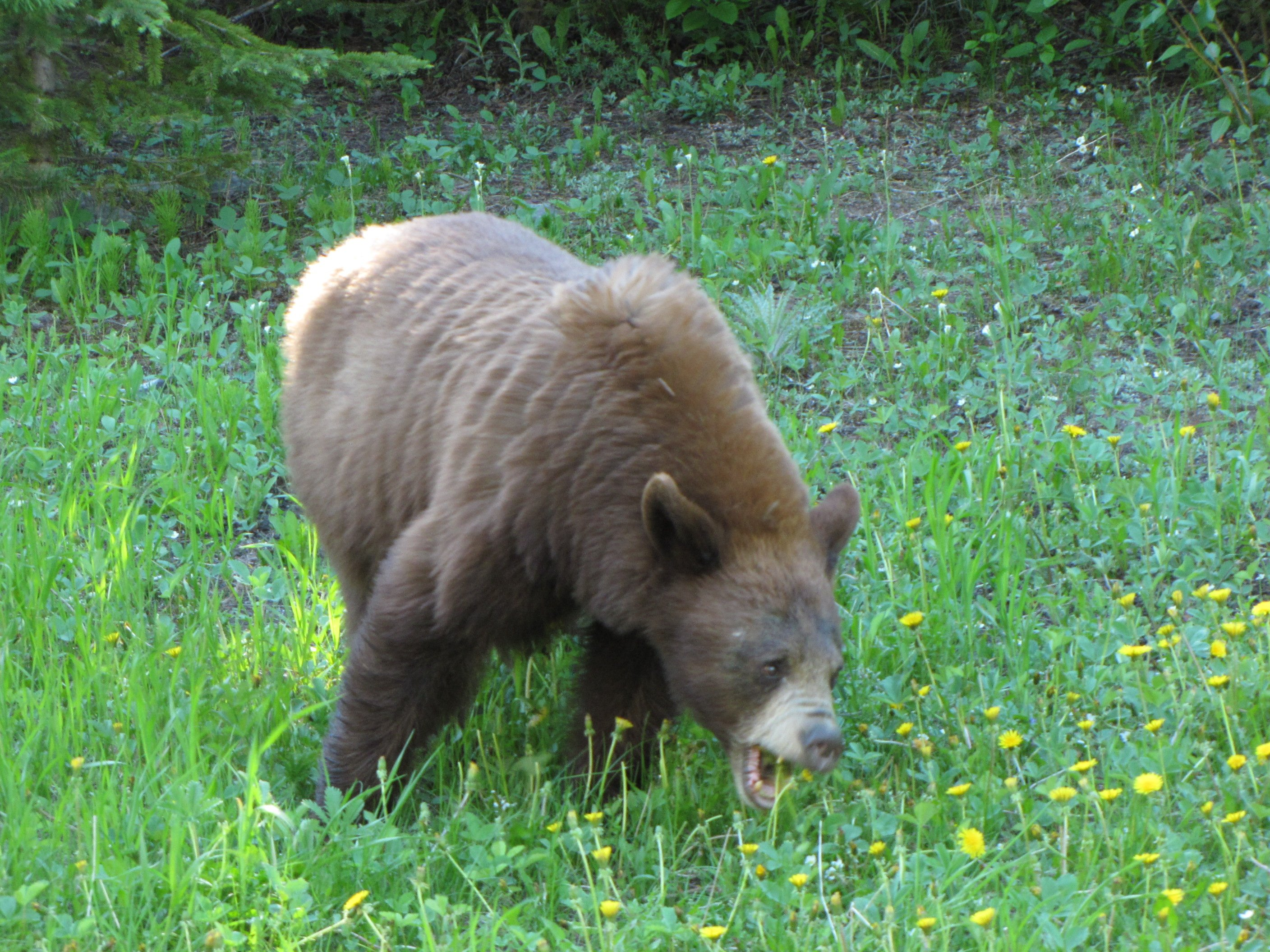
یک خرس سیاه در حال خوردن قاصدک - نمونه‌ای از یک جانور کم‌گوشت‌خوار

کم‌گوشت‌خوار (به انگلیسی: Hypocarnivore)، جانوری است که کمتر از ۳۰ درصد گوشت را برای رژیم غذایی خود مصرف می‌کند که بیشتر آن را قارچ‌ها، میوه‌ها و دیگر مواد گیاهی تشکیل می‌دهد. نمونه‌هایی از جانوران کم‌گوشت‌خوار زنده عبارتند از: خرس گریزلی (Ursus horribilis)، خرس سیاه (Ursus americanus)، خرس‌گربه (Arctictis binturong)، خرسک دم‌حلقه‌ای (Potos flavus) و انسان.